# Saint-Alban-Auriolles
Saint-Alban-Auriolles is een gemeente in het Franse departement Ardèche (regio Auvergne-Rhône-Alpes). De plaats maakt deel uit van het arrondissement Largentière. Saint-Alban-Auriolles telde op 1 januari 2022 1.101 inwoners.

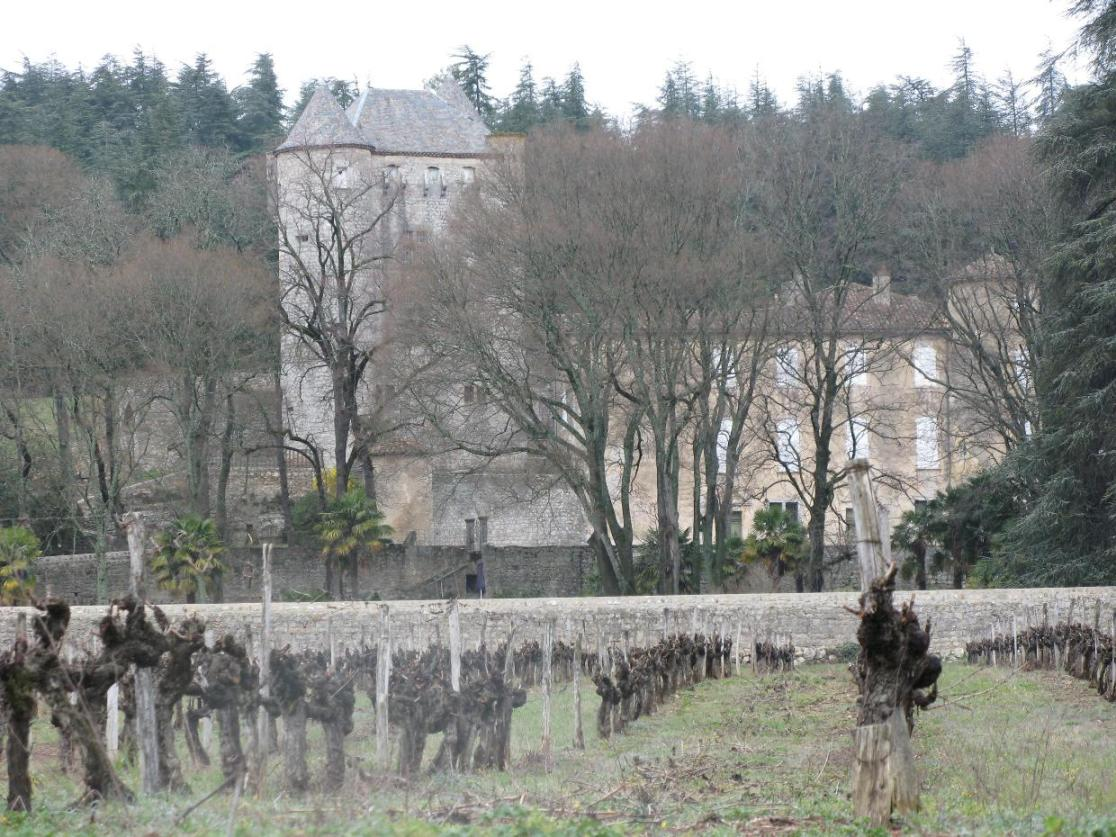
Saint Alban
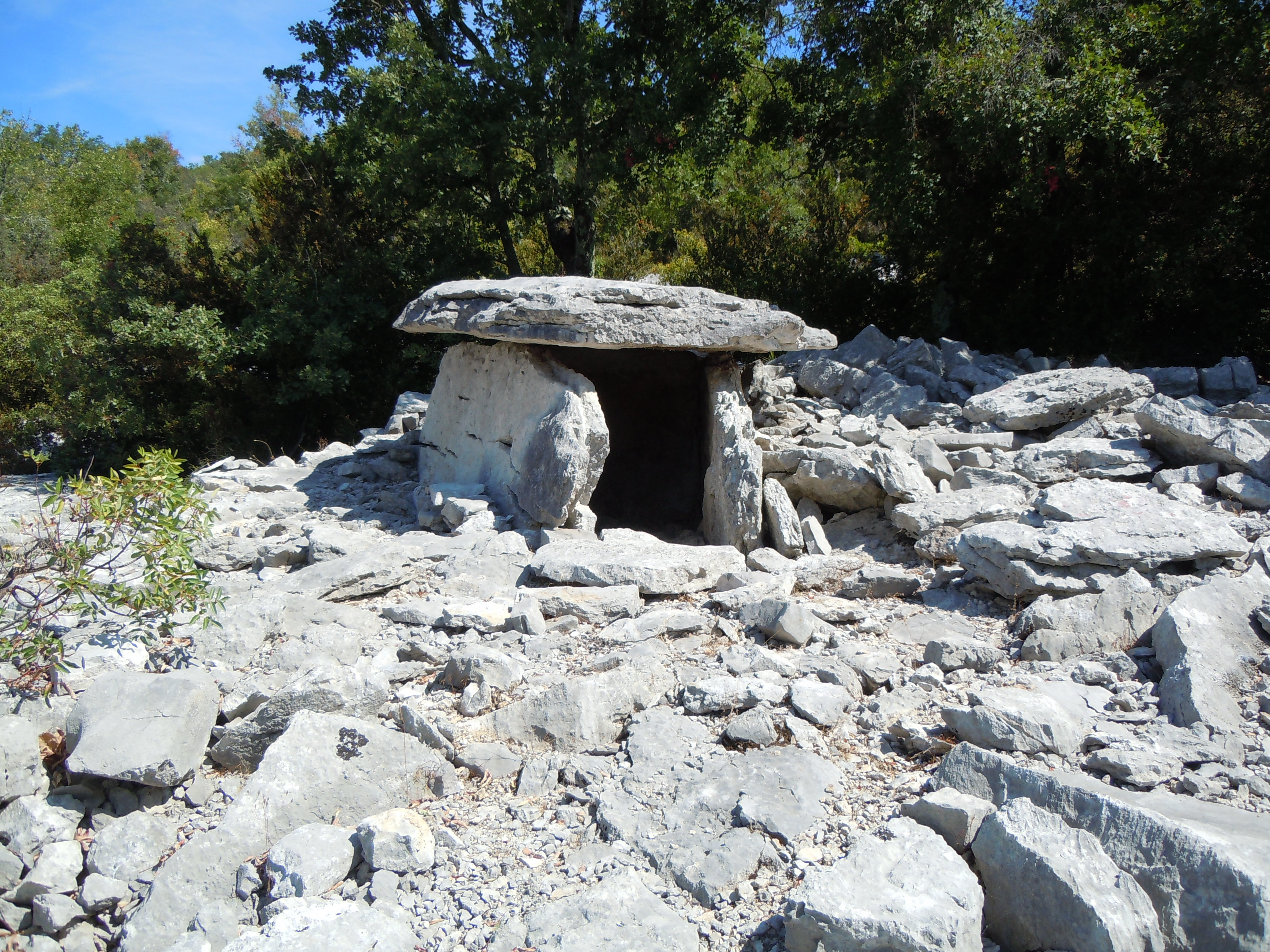
Dolmen bij Saint Alban

## Geografie
De oppervlakte van Saint-Alban-Auriolles bedroeg op 1 januari 2022 17,57 vierkante kilometer; de bevolkingsdichtheid was toen 62,7 inwoners per km².
De onderstaande kaart toont de ligging van Saint-Alban-Auriolles met de belangrijkste infrastructuur en aangrenzende gemeenten.

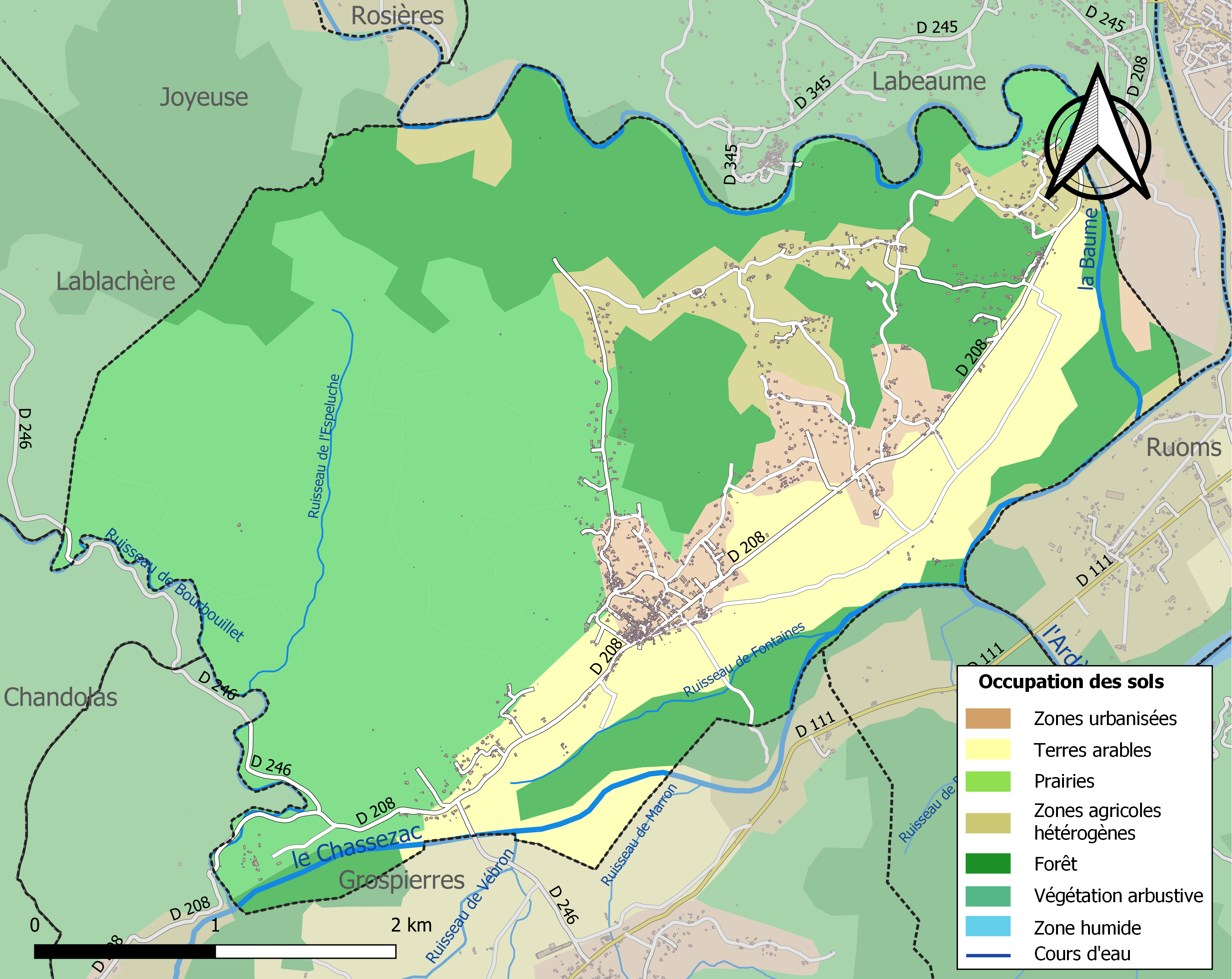

## Demografie
Onderstaande figuur toont het verloop van het inwonertal (bron: INSEE-tellingen).

Vanwege een beveiligingsprobleem met de MediaWiki Graph-software is het momenteel niet mogelijk deze grafiek weer te geven. Zodra de software is bijgewerkt zal de grafiek vanzelf weer zichtbaar worden.